# Povl Riis
Povl Riis FRCP (født 28. december 1925, død 2. december 2017) var en dansk læge og gastroenterolog.

## Karriere
I 1956 brugte han for første gang forstervandsprøve til at diagnostisere genetiske sygdomme.
Riis tjente også som formand for Videnskabsetisk komité fra oprettelsen i 1979 og frem til 1998. Han skrev dena den anden version Helsinkideklarationen i 1975 sammen med Prof. Bloomquist (Sverige) og Prof. Engers (Norge). Han var også et af de grundlæggende medlemmer af Vancouver Group of Medical Editors.
Riis blev M.D. fra Københavns Universitet i 1952 og D.M.Sci i 1959. Han tjente som professor i medicin fra 1974-1996. Han var overlæge på den medicinske afdeling på Gentofte Hospital fra 1963 til 1976,,og overlæge i gastroenterologi på Herlev Hospital fra 1976-1996.
Han var næstformand for European Science Foundation fra 1974-77 og formand for det medicinske forskningsråd 1972-77.
Han var chefredaktør på Ugeskrift for Læger fra 1957 til 1991.
Han var også med i redaktionen på Journal of the American Medical Association fra 1994 og nordisk samarbejde for medicin fra 1970 til 1972; Videnskabsetisk komité for medicin 1979–98.